# Phoriospongia flabellopalmata
Phoriospongia flabellopalmata är en svampdjursart som först beskrevs av Carter 1885.  Phoriospongia flabellopalmata ingår i släktet Phoriospongia och familjen Chondropsidae. Inga underarter finns listade i Catalogue of Life.